# Only You (Toto)
Only You è una canzone della rock band Toto, secondo singolo estratto dall'album Kingdom of Desire.

## Informazioni
Anche questo, come il precedente brano Don't Chain My Heart, fu scritto da tutti i componenti della band, il 26 febbraio 1991. Non ebbe un buon successo di vendite, ma come brano fu molto apprezzato dalla critica. Come ospite nella registrazione possiamo trovare Joe Porcaro, padre di Jeff & Mike, che nella registrazione funge da percussioni aggiunte. Proprio durante questo periodo muore Jeff Porcaro, per molti anni batterista della band, che però, avendo registrato tutto Kingdom of Desire, apparirà nei successivi come batterista anche nei successivi singoli.

## Videoclip
Il video mostra Steve Lukather, come protagonista assoluto, che si trova insieme ad una ragazza in un posto quasi paradisiaco, (che per certi versi ricorda Villa Jovis a Capri). Verso la fine del video la ragazza però se ne va e Luke rimane li guardando il tramonto.

## Tracce
1. Only You
2. Gypsy Train

## Formazione
- Steve Lukather - chitarra elettrica e voce primaria
- David Paich - tastiera e voce secondaria
- Steve Porcaro - tastiera
- Mike Porcaro - basso elettrico e voce secondaria
- Jeff Porcaro - percussioni
- Joseph Porcaro - percussioni